# Rhionaeschna decessus
Rhionaeschna decessus là loài chuồn chuồn trong họ Aeshnidae. Loài này được Calvert mô tả khoa học đầu tiên năm 1953.